# Nemesmitta
Nemesmitta (1899-ig Nemes-Miticz, szlovákul Zemianske Mitice) Trencsénmitta településrésze, egykor önálló falu Szlovákiában, a Trencséni kerületben, a Trencséni járásban.

## Fekvése
Trencséntől 17 km-re délkeletre fekszik.

## Története
Mittát 1269-ben Mitha néven említik először. Nemesmitta 1369-ben Felseu Mitha alias Lukach Mitaya alakban bukkan fel az írott forrásokban. 1464-ben Kezep Mytha, 1518-ban Kezepse Mythycz, 1598-ban Nemes Miticz néven szerepel. A Mittay család birtoka volt. 1598-ban hat ház állt a településen. 1784-ben 40 háza, 53 családja és 228 lakosa volt. 1828-ban 21 házában 269 lakos élt.
Vályi András szerint "MITTICZ. Kosztolán Mitticz, Nemes Mitticz, és R. Mitticz. Három tót falu Trentsén Várm. K. Mitticznek földes Ura a’ Nyitrai Püspökség, N. Mitticznek pedig több Urak, R. Mitticznek Modocsányi Uraság, lakosai katolikusok, és másfélék is, fekszenek egy máshoz nem meszsze, földgyei jók, vagyonnyaik külömbfélék, el adásra alkalmatos módgyok van."
Fényes Elek szerint "Miticz (Nemes), tót falu, Trencsén vmegyében: 267 kath., 1 evang., 16 zsidó lak. F. u. nemesek."
A trianoni békeszerződésig Trencsén vármegye Báni járásához tartozott.

## Népessége
1910-ben 198, túlnyomórészt szlovák anyanyelvű lakosa volt. 
2001-ben Trencsénmitta 732 lakosából 712 szlovák volt.

## Külső hivatkozások
- Községinfó
- Mitta Szlovákia térképén
- Tourist-channel.sk
- E-obce.sk Archiválva 2008. március 27-i dátummal a Wayback Machine-ben